# 中西悠子
中西悠子（日语：／ Nakanishi Yūko，1981年4月24日—），日本女子游泳運動員，曾在2004年夏季奧林匹克運動會獲得女子200米蝶泳銅牌，同時也是女子200米蝶泳日本記錄保持人。

## 生平
她出生於大阪府池田市，畢業於池田市立石橋小学、池田市立石橋中学、大阪成蹊女子高等学校、近畿大学。她從7歲開始正式練習游泳，後來參加2000年夏季奧林匹克運動會女子200米蝶泳，獲得第7名。
中西悠子曾獲得2003年世界游泳錦標賽與2005年世界游泳錦標賽200公尺蝶泳銅牌，並于2008年日本游泳錦標賽200公尺蝶泳以2分03秒12打破世界紀錄。她在2008年夏季奧林匹克運動會女子200米蝶泳獲得第5名。
中西悠子在2010年4月12日宣佈退休。

## 外部連結
- http://www.kikoh-sports.com/hirakata （页面存档备份，存于）